# Torment (groupe)
Pour les articles homonymes, voir Torment.
Torment est un groupe de black metal péruvien, originaire d'Arequipa.

## Biographie
Torment est formé en 2004 par Satanael (guitare et chant) et Raksaza (batterie),. Ils sont reconnus par l'introduction de musique bruitiste dans leurs premiers albums.. Le batteur est aussi connue pour sa participation en bandes National Socialistes, même lorsque ses idéologies ne sont pas claires,.
Le groupe publie de manière indépendante leur première démo Black Holocaust en 2004. Par la suite, ils signent avec le label péruvien Sad Spirit Productions pour lancer la démo Pale Proud Slaughter en 2005 et l'EP Satanic Black Terror en 2006. En 2007, le label discographique chinois Funeral Moonlight Productions publie une compilation intitulée Black Terrorism avec toutes leurs productions précédentes. Et en 2008, le groupe produit son premier LP appelé Hircus Emissarius sous le label canadien Funeral Rain Records.
Il y a aussi un bootleg nommé Blasphemous Pride qui contient une répétition enregistrée au début de 2004 et un concert à Callao (Pérou) enregistré le 17 juin 2006. Ces enregistrements n'ont jamais été officiellement publié par le groupe donc cette production n'est pas dans sa discographie officielle.

## Discographie
- 2004 : Black Holocaust  (démo)
- 2005 : Pale Proud Slaughter (démo)
- 2006 : Satanic Black Terror (EP)
- 2007 : Black Terrorism (compilation)
- 2008 : Hircus Emissarius (album studio)